# Bdelyrus leptomerus
Bdelyrus leptomerus (лат.) — вид пластинчатоусых жуков рода Bdelyrus из подсемейства скарабеины (Scarabaeinae). Неотропика: Бразилия, Венесуэла. Вид назван по узким бёдрам (Lepto + merus).

## Описание
Длина тела до 7,55 мм, ширина до 4,32 мм. Самцы отличаются квадратной формой вершин парамер и узкими задними бёдрами; самки отличаются треугольной областью анального стернита и узкими бёдрами. Глаза крупные. Клипеус выступает вперёд. Межглазничное расстояние равно 5,67 — 6,09 диаметрам глаз; клипеус лоб и щёки грубо пунктированные. Основная окраска тела коричневато-чёрная, блестящая. Навозный жук, населяет вечнозелёные тропические леса Амазонии. Встречается в июне, августе, сентябре. Усики с 3-члениковой булавой. Задние голени с одной вершинной шпорой. Вид был впервые описан в 1998 году канадским энтомологом Джойсом Куком (Joyce Cook, North Augusta, Онтарио, Канада) по материалам, собранным в Южной Америке.